# Hylaeus paraguayensis
Hylaeus paraguayensis là một loài Hymenoptera trong họ Colletidae. Loài này được Schrottky mô tả khoa học năm 1906.